# Pointe Ondezana
La pointe Ondezana est une montagne italienne qui s'élève à 3 490 ou 3 492 m d'altitude dans le massif du Grand-Paradis.

## Géographie
La montagne s'élève au sud-est du col de Ondezana, qui relie le Valeille (du côté du val de Cogne) avec le vallon de Piantonetto (du côté de la vallée de l'Orco).
Du côté piémontais, on peut monter au sommet depuis le refuge Pontese (it).